# Firmicus dewitzi
Firmicus dewitzi är en spindelart som beskrevs av Simon 1899. Firmicus dewitzi ingår i släktet Firmicus och familjen krabbspindlar. Inga underarter finns listade i Catalogue of Life.